# 卡尔·萨根奖章
卡尔·萨根行星科学卓越公众传播奖章（英語：Carl Sagan Medal for Excellence in Public Communication in Planetary Science）是由美国天文学会行星科学分会颁发的以美国天文学家卡尔·萨根命名的奖项，授予公众传播方面做出卓越贡献的行星科学家。

## 获奖者
- 1998- 威廉·K·哈特曼
- 1999- 克拉克·查普曼
- 2000- 拉里·莱博夫斯基
- 2001- 安德烈·布拉伊克
- 2002- 海蒂·哈梅尔
- 2003- 未颁发
- 2004- 戴维·莫里森
- 2005- 罗莎莉·洛佩斯
- 2006- 戴维·格林斯普恩
- 2007- 未颁发
- 2008- 杰弗里·G·泰勒
- 2009- 史蒂芬·斯奎尔斯
- 2010- 卡罗琳·C·波尔科
- 2011- 詹姆斯·贝尔三世
- 2012- 帕特里克·米歇尔
- 2013- 唐纳德·K·约曼斯[2]
- 2014- 盖伊·J·康索马格诺[3]
- 2015- 丹尼尔·D·杜尔达
- 2016- 郑永春
- 2017- 梅根·施万布 和 亨利·思鲁普
- 2018- 邦尼·布拉蒂（英语：Bonnie Buratti）